# Kenneth Ham
Kenneth Ham (Plainfield, 12 dicembre 1964) è un aviatore ed ex astronauta statunitense. Ha partecipato a due missioni spaziali Shuttle STS-124 e STS-132, una come pilota e una come comandante.

## Biografia

### Istruzione
Dopo le scuole superiori, Ham ha frequentato l'Accademia Navale statunitense dove si è diplomato nel 1987 conseguendo un bachelor in ingegneria aerospaziale. Nel 1996 ha conseguito un master in ingegneria aeronautica nella Naval Postgraduate School.

### Carriera militare
Entrato nel 1987 nella marina, si è addestrato sugli aerei T-34C, T-2 e TA-4J. In seguito si è qualificato come aviatore, ed ha iniziato l'addestramento per l'aereo F/A-18 Hornet. Durante un temporaneo assegnamento al Johnson Space Center, Ham ha lavorato come membro dell'equipaggio a bordo del Reduced Gravity Research Aircraft, un aereo KC-135 Stratotanker modificato per simulare le condizioni di microgravità.
Come membro del F/A-18E/F Super Hornet Integrated Test Team, ha contribuito a collaudare la stabilità della propulsione, i sistemi d'arma, i decolli e gli atterraggi.
Ha partecipato a missioni di combattimento nei Balcani e in Iraq.

### Carriera alla NASA
Ken Han ha lavorato come CAPCOM per le missioni dello Space Shuttle e per la Stazione Spaziale Internazionale. Ha partecipato alla sua prima missione Shuttle (STS-124) in qualità di pilota a bordo dello Space Shuttle Discovery nel giugno 2008.
Nel 2010 ha assunto il comando della missione STS-132.